# Habenaria burttii
Habenaria burttii är en orkidéart som beskrevs av Victor Samuel Summerhayes. Habenaria burttii ingår i släktet Habenaria och familjen orkidéer. Inga underarter finns listade i Catalogue of Life.